# ルパン三世 血の刻印 〜永遠のMermaid〜
- ルパン三世 > ルパン三世 血の刻印 〜永遠のMermaid〜
- トムス・エンタテインメントの作品一覧 > ルパン三世 血の刻印 〜永遠のMermaid〜
- 金曜ロードショー > ルパン三世 血の刻印 〜永遠のMermaid〜

『ルパン三世 血の刻印 〜永遠のMermaid〜』（ルパンさんせい ちのこくいん えいえんのマーメイド）は、モンキー・パンチ原作のアニメ『ルパン三世』のTVスペシャルシリーズ第22作で、アニメ化40周年記念作品。2011年12月2日に日本テレビ系の『金曜特別ロードショー』にて放送された。視聴率は14.0%。
ソフト作品はDVDとBlu-ray Disc版で2012年2月22日に発売された。BDでの発売は本作が初めてである。

## 概要
不老不死伝説がある八百比丘尼伝説をモチーフとした作品であり、2007年に放送されたTVスペシャル『ルパン三世 霧のエリューシヴ』以来、4年ぶりに日本（前半・東京、後半・日本海の海鳴島）が舞台となっている（現代日本に限れば、1998年に放送されたTVスペシャル『ルパン三世 炎の記憶〜TOKYO CRISIS〜』以来、13年ぶり）。

### メインキャラクター声優の変更
本作では大掛かりな主要キャスト変更が行われ、他に適任者が居らず続投となったルパン三世（声:栗田貫一）、次元大介（声:小林清志）を除いて、石川五ェ門、峰不二子、銭形警部役がそれぞれ浪川大輔、沢城みゆき、山寺宏一に交代した。主要キャストの変更は、1995年に山田康雄の死去に伴い、栗田がルパン三世になって以来である。交代にあたっては1年以上にわたるオーディションが行われ、栗田の例のように先代のモノマネも含まれていた。
なお、1971年放送の『TV第1シリーズ』以来、本作以降も引き続き次元役を務めた小林は、本作放送10年後の2021年10月から放送された『PART6』第0話をもって勇退した。

### 製作
『ルパン三世』単独のテレビ作品としてはシリーズ初の完全ハイビジョン制作となった（ただし、クロスオーバー作品を含めれば2009年放送の『ルパン三世VS名探偵コナン』が先であり、画面比率4:3サイズでは2007年放送のTVスペシャル『ルパン三世 霧のエリューシヴ』がある）。

#### スタッフ
監督には2007年放送の『ルパン三世 霧のエリューシヴ』やスタジオジブリの『耳をすませば』、『猫の恩返し』等の幅広い作品に携わってきた滝口禎一、総作画監督・キャラクターデザイン担当に『世界名作劇場』、『となりのトトロ』の作画監督やスタジオジブリアニメの原画などで知られる佐藤好春を迎え、キャラクターデザインもスタジオジブリを設立した宮崎駿が監督した劇場映画第2作『ルパン三世 カリオストロの城』や、ジブリ作品に近くなっている。
アニメーション制作もトムス自社ではなく、『カリオストロの城』や『霧のエリューシヴ』と同じく、トムス子会社のテレコム・アニメーションフィルムが担当し、制作協力として世界名作劇場や、こちらも宮崎駿が監督した『未来少年コナン』などで知られる日本アニメーションも参加している。音響監督は前年度に降板した加藤敏に代わって清水洋史が以降の作品を担当している。

### 服装デザイン
本作では、ルパンは赤ジャケットの下に今までのテレビスペシャルにおいて着用していた青色系のワイシャツは本作では黒色に変更されており、ジャケット（赤ジャケット）、ズボン（白いズボン）、ネクタイ（黄色）は変更されていない。これは1996年公開の劇場版『ルパン三世 DEAD OR ALIVE』と同じ服装である。翌年放送のテレビスペシャル『ルパン三世 東方見聞録 〜アナザーページ〜』では従来のテレビスペシャルの基本服装デザインに戻されている。
次元、五エ門はそれぞれ『TV第2シリーズ』、『TV第1シリーズ』とほぼ同じ衣装デザインとなっており、銭形は『TV第2シリーズ』と同様の衣装デザイン（茶色のコートとスーツに青のネクタイ）である。

### その他
双葉社から出版されている「ルパン三世officialマガジン」12夏号と12秋号に、早川ナオヤによるコミカライズ版が掲載された（『ルパン三世H 血の刻印 〜永遠のmermaid〜編』全1巻、2013年11月、双葉社、ISBN 978-4575843125）。

## あらすじ
ルパン、次元、五ェ門の3人は、不二子と日本の暗黒街の顔役・藤堂昌江の策謀により、東京・お台場で開催されていた闇オークションに出品された「人魚の鱗」を盗み出す。
ところが、オークション会場の控室では客の1人で「人魚の鱗」を出品していた医療機器メーカーの若き社長・氷室が、藤堂とその秘書・美沙を殺害していた。その頃、ルパン一味はオークション会場に張り込んでいた銭形率いる機動隊に追跡されていたが、その時、オークション会場がある博物館が爆発したのだった。
今回の一件は藤堂を誘い出すために氷室が仕組んだものであり、ルパンもまた盗み出した「人魚の鱗」が偽物だと気付く。不二子と合流したルパンは、彼女から今回の狙いは人魚の肉を食べて不老不死になったという伝説が残る八百比丘尼の財宝であることを教えられる。また一方で、ルパンは盗みの際に出会った少女・麻紀に弟子入りを懇願され、煙に巻く。
八百比丘尼財宝を示すとされる古文書の文言からお宝を手に入れるには2つの鱗が必要であり、本物の「人魚の鱗」以外に必要な「龍鱗石」をルパンは颯爽と盗み出す。そして、本物の「人魚の鱗」は氷室が所有していること、また彼の正体はバイオ関連の国際的な武器商人だとわかる。そこでルパンは氷室のオフィス（研究施設）に、次元と五ェ門は氷室の和風の豪邸に潜入することを決める。ルパンは同じく潜入していた麻紀と再会し、なりゆきから共に本物の「人魚の鱗」を盗み出す。一方、氷室の自宅に潜入中の次元と五ェ門はそこで軟禁状態にある若い女性を発見する。彼女こそ冒頭で殺されたはずの美沙であったが、実は彼女はどんな傷を受けても瞬時に回復する不死のような特異体質の持ち主であった。そこまでわかったところで、次元と五ェ門は氷室の用心棒・影浦に襲われて退散する。アジトにてルパン一味が情報のすり合わせをする中で、麻紀は自分の目的が彼女が育った児童養護施設で姉のように慕った美沙を助け出すことだと明かす。そしてルパンは、財宝を手に入れるためには鱗以外に「人魚を食らいし者」にあたる美沙が必要だと気づき、麻紀に彼女の身柄を氷室から盗み出すことを宣言する。
一方の氷室は美沙を八百比丘尼の子孫だとして、その特異体質を知っており、また、不老不死をもたらす「活性細胞」が真の狙いであった。しかし、現状の美沙の身体は「不完全な活性細胞」であり、彼女の血を輸血しても対象者は死んでしまい、本物の八百比丘尼の身体が必要であった。その中で不二子は財宝のため今度は氷室にすり寄り、手土産としてルパンが盗み出した鱗を持っていく。しかし、それを見越していたルパンに偽物にすり替えられており、氷室にもバレ、見限られる。氷室の部下に狙われる中で、不二子は脱走した美沙を連れて逃げ出すことに成功する。一方で、不二子を怪しんで追跡していた麻紀が氷室に捕まってしまう。
2枚の鱗から財宝の隠し場所は日本海の孤島・海鳴島だと判明し、ルパンは島へと向かう。氷室もまた部下を率いて島に向かい、ルパンと犯罪が判明して逮捕状が出た氷室を逮捕するため、銭形警部も警官隊を率いて島に向かう。その中で銭形は部下より、かつてルパン三世の祖父・ルパン一世も2枚の鱗を盗んだことがあったと伝えられる。実はルパンもかつて祖父が八百比丘尼の財宝を狙ったこと、そして最終的に諦めたことを知っており、「盗まなかった」のか「盗めなかった」のか真相を知りたがっていた。
ルパン達は財宝がある洞窟の入り口「死の門」に到着するが、そこに麻紀を人質にとった氷室らが現れる。「死の門」は不死者のみが通過できるよう命の危険がある罠が仕掛けられており、氷室はルパンに解くように命じる。ルパンが罠を解除し、美沙の血が最後の門を開けると、洞窟の奥には自ら精神を封印した八百比丘尼の身体が安置されていた。財宝の正体は八百比丘尼の不老不死の肉体そのものだったのである。なおも麻紀を人質にとる氷室が有利であったものの、別ルートから部屋に入ってきた銭形によって形勢逆転し、氷室はルパンに撃たれて致命傷を負う。しかし、氷室は即座に特殊な器具で八百比丘尼の血液を自分に輸血すると、身体が膨張して筋肉質の不老不死の肉体を手に入れ、八百比丘尼の肉体から吸血して再びルパン達を追い詰める。しかし、不老不死となった氷室は八百比丘尼の血を求めるようになり、八百比丘尼の肉体から血を吸い尽くした上、美沙にも襲い掛かって吸血する。それでもなお氷室が八百比丘尼の血を求めたその時、美沙に八百比丘尼の魂が乗り移った。美沙に乗り移った八百比丘尼の言葉で氷室は苦しみだし、やがて理性すら失った異形の怪物になり果てる。一方、八百比丘尼の肉体から血が抜かれたことで最後の罠が発動し、島の地下の溶岩帯が活性化してマグマが湧き始める。怪物と化した氷室はなお美沙に襲い掛かろうとするが、五ェ門に首を刎ね飛ばされる。刎ね飛ばされた首は次元に銃弾を撃ち込まれてマグマの中に没し、残った肉体もルパンに銃弾を撃ち込まれ、マグマの中に崩れ落ちて焼き尽くされた。
一方、八百比丘尼の魂が入り込んだ美沙は洞窟の奥へ向かい、それをルパンが追う。そこでルパンは祖父の手記を発見、彼が八百比丘尼に一目惚れし、諦めたことを知る。実は八百比丘尼の方もルパン一世に惚れており、ルパン三世を彼と同一視し、感謝の言葉を述べると人魚の封印を解いて成仏する。麻紀への約束通り、ルパンは美沙を助け出す（盗み出す）。
崩壊する海鳴島からルパン一味はボートで逃亡、それを銭形が追う。救命ボートに保護された麻紀と美沙は、美沙の手のひらの傷が消えず、不老不死の封印が解けたことに気づく。普通の身体になれたことを喜ぶ美沙は「泥棒さん」のおかげだと述べ、2人はルパンに感謝し、喜び合う。

## 登場人物

### メインキャラクター
ルパン三世
かの名高き怪盗アルセーヌ・ルパンの孫で、自らも世界的な大怪盗かつ変装の達人。
不二子に唆される形で八百比丘尼の財宝を狙うことになる。後に、かつて祖父が狙ったお宝で、自身も真相を知りたかったことを明かす。
次元大介
コンバットマグナムを使う射撃の名手でルパンの相棒。
氷室の屋敷で美沙に命を救われた事から彼女を気遣うなど優しさを見せている。五ェ門と共にルパンをサポートする。
石川五ェ門
古の大泥棒・石川五ェ門の十三代目。最強の刀「斬鉄剣」を使う居合い抜きの達人。
次元と共にルパンをサポートする。
峰不二子
ルパン一味の紅一点で、付かず離れずの存在。時にはルパン達を利用したり、裏切ったりすることも多い。
八百比丘尼の財宝を狙い、ルパンを騙して藤堂や氷室に取り入る。
銭形警部
ルパン一味を追うICPOの捜査官。ルパン専任捜査官であるため、ルパンに関係する事件なら世界中どこでも捜査権が認められている。
警官隊を率いて海鳴島などにも向かう。

### ゲストキャラクター
麻紀
本作のゲストヒロイン。
児童養護施設で育ったという14歳の少女。実の姉のように慕っていた美沙を、藤堂の手から助け出そうと奮起する。そのため、彼女らが入った闇オークションが行われる博物館を見張っていたところ、そこで出会ったルパンに弟子入り志願する。氷室の研究施設にもルパンに先んじて潜入していたなど、活動的。
美沙
本作のもう1人のゲストヒロイン。藤堂の秘書。
主人の藤堂から理不尽な目に遭わされている大人しい女性。幼い頃に両親を事故で無くして孤児となり、児童養護施設で過ごす。成長後は、施設の出資者である藤堂に施設の借金の肩代わりとして、ほぼ無給の秘書として半ば強引に雇われ、虐げられる日々を送る。物語序盤で藤堂と共に殺されたように描写されるも生きており、後述のように実は八百比丘尼の血統を受け継ぐ彼女の子孫で、物語の鍵を握る存在であることが途中で判明する。
どんな怪我をしてもすぐに治癒してしまう生来の特異体質を持ち、常人なら致命傷となる攻撃を受けてもすぐに回復してしまう。しかし、周囲から気味悪がられて施設では孤立して過ごし、普通の身体を望んでいる。その中で唯一自分を慕ってくれる麻紀だけは実の妹のように可愛がっていた。
氷室
医療機器メーカー社長。裏の顔は国際的な武器商人。本作の敵役。
若くして巨大企業の社長を務めるインテリな風貌の細身の男。裏の顔はバイオ関連の死の商人であり、裏社会にも通じている。血筋はないものの、八百比丘尼の子孫で、八百比丘尼の財宝について詳しく、それを利用して不死身の体を持つ肉体改造された兵士を造り出すことを目的とする。それに必要な美沙の身柄を手に入れるため、偽の「人形の鱗」を用意するなどして、裏社会の大物・藤堂を誘い出すなどの策謀を行う。
劇中終盤で麻紀を人質にしてルパンを脅迫し、財宝たる八百比丘尼の肉体の下にまで辿り着くも、用済みとなったルパンを始末しようとしたところ銭形が乱入したせいでルパンを取り逃がし、更に麻紀の妨害にも遭ったことから激怒して麻紀を始末しようとするが、ルパンによって銃撃され重傷を負う。その後、特殊な器具によって肉体から八百比丘尼の血を自らに輸血し、銃弾が効かない筋骨隆々の不老不死の肉体となってルパンたちを圧倒する。しかし、その力に酔いしれていく内に肉体が醜く肥大化して暴走。八百比丘尼の肉体から血を吸い尽くした上、美沙に噛みついてその血をも吸血する。最後は八百比丘尼の魂が乗り移った美沙の言葉によって完全に理性を失った異形の怪物と化し、その状態になってなお美沙を襲おうとするが、五ェ門に首を刎ね飛ばされる。刎ね飛ばされた首は次元によって額に銃弾を撃ち込まれてマグマの中に没し、残った肉体もルパンに銃弾を撃ち込まれた後、マグマの中に崩れ落ちて焼き尽くされた。
影浦
氷室の用心棒である凄腕の殺し屋。
鞭のようにしなる特殊な日本刀を得物とする二刀流の使い手。次元と五エ門を一人で相手にし、五エ門に手傷を負わせ、彼が迷っていることを見抜く等の洞察力を見せつけた。劇中冒頭では一刀で、藤堂と美沙をまとめて突き殺す。
劇中終盤、氷室や同僚と共に海鳴島に向かう。最終的に五エ門と一騎討ちとなり、一手及ばず斬殺される。
藤堂昌江
日本の裏社会の顔役。
着物にサングラスを掛けた恰幅の良い女傑。「熊殺しのおマサ」の異名を取り、裏社会で恐れられる。八百比丘尼の財宝を狙い、不二子と手を組んでルパンに「人魚の鱗」を盗ませようとする。しかし、すべて氷室の罠であり、劇中冒頭において氷室の命令を受けた影浦に殺害される。
八百比丘尼
不老不死伝説が残る伝承上の人物。
人魚の肉を食べて不老不死の肉体を持ち、八百年生きたとされる女性。その美貌から数多くの公家といった男達から求婚され、恋に落ちるも、相手の方が先に死んでいくことから最終的に絶望に陥り、仏門に帰依して姿を消したとされる。その際に所持していた男達からの今までの貢ぎ物をどこかに隠したとされ、それが「八百比丘尼の財宝」としてまた別の伝説として残っていた。
正確な真相として財宝は存在せず、日本海の孤島・海鳴島に自分の精神を封印を封じた身体を永遠に封印していた。また、正しい来歴について古文書に残し、それを八百比丘尼の子孫が代々伝えていたというものであった。
精神を封印したものの魂は成仏することができず、現世に留まっていた。かつてルパン一世がやってきたことも認知しており、約束が果たされることを楽しみにしていた。最終的に美佐に憑依する形で意思表示を行い、一世と勘違いしたルパン三世に感謝の言葉を述べて成仏する。
ルパン一世
世界的な怪盗にしてルパン三世の祖父。故人。
かつて日本を訪れ、八百比丘尼の財宝を狙う。そのために「人魚の鱗」と「龍鱗石」を盗み出したものの、特に財宝の方は手に入れたということはなかった。この事実を孫のルパン三世は知っており、「盗めなかった」のか「盗まなかった」のか、その真相を知ることも今回の目的の1つであった。
真相は正規の入り口以外から八百比丘尼の身体が封印された部屋にたどり着いたものの、その美貌に一目奪われ、また会いに来るという約束を残して何も盗まず立ち去ったというものであった。また、その際には約束の証として彼女の手元に手記を置いてきていた。

## 関連用語
八百比丘尼の財宝
本作のお宝。不老不死かつ美女であったという伝説が残る八百比丘尼が、長年にわたって数多くの公家たちから貢がれた莫大な財宝を仏門に帰依する際に、それらをどこかに隠したという伝承が残っているもの。その隠し場所の手掛かりは古文書の文言「人魚を食らいし者、鱗を携え死の門をくぐるべし」にあるとされ、この鱗とは「人魚の鱗」を指すと思われていた。しかし、正しくは「天地の鱗」であり、「人魚の鱗」と「龍鱗石」の2つが必要。
実際には貢がれた財宝は存在せず、八百比丘尼の己の精神を封じた不老不死の肉体そのものがお宝であった。

## 声の出演
- ルパン三世、ルパン一世 - 栗田貫一
- 次元大介 - 小林清志
- 石川五ェ門 - 浪川大輔
- 峰不二子 - 沢城みゆき
- 銭形警部 - 山寺宏一
- 美沙、八百比丘尼 - 清水理沙
- 麻紀 - 渋谷はるか
- 氷室 - 石田彰
- 藤堂昌江 - 野沢雅子
- 影浦 - 斎藤志郎
- 支配人 - 村治学
- 司会者 - 中川慶一
- 刑事 - 阪口周平
- 園長 - 大澤洋子
- 警官A - 早志勇紀
- 警官C - 荻沢俊彦
- 子供A - 下田レイ
- 子供B - 斉藤佑圭
- 女の子 - 楠見藍子
- 囚人 - 中田隼人
- ブローカーA - かぬか光明
- 部下A - 広田みのる
- 部下B - 山口りゅう
- 館内アナウンス - 兼田奈緒子

## スタッフ
- 原作 - モンキー・パンチ（MPワークス、ルパン三世officialマガジン刊）
- 監督 - 滝口禎一
- 企画 - 菅沼直樹（日テレ）
- 脚本 - 土屋理敬
- 絵コンテ - 滝口禎一、友永和秀、横堀久雄
- 演出 - 富沢信雄
- キャラクターデザイン・総作画監督 - 佐藤好春
- 作画監督 - 白井裕美子、中田博文
- 美術監督 - 山子泰弘
- 色彩設計 - 磯部知子
- 撮影監督 - 宮川淳子
- 編集 - 笠原義宏
- 音楽 - 大野雄二
- 音楽監督 - 鈴木清司
- 音響監督 - 清水洋史
- 音響効果 - 倉橋静男、山谷尚人、長谷川卓也、武藤晶子、緒方康恭（サウンドボックス）
- 音響制作 - 東北新社
- 音響制作担当 - 林隆司、大野拓也
- 制作担当 - 山路晴久（テレコム）
- エグゼクティブ・プロデューサー - 奥田誠治（日テレ）
- アシスタントプロデューサー - 進藤友博（日テレ）
- 原作プロデューサー - 加藤州平
- 音楽プロデューサー - 山田慎也
- ビジネスプロデューサー - 加藤良太
- プロデューサー - 中谷敏夫（日テレ）、尾﨑穏通（TMS）、岩佐直樹（日テレ）、竹内孝次（テレコム）
- エンディングテーマ「ラヴ・スコール」
  - 作詞 - 槇小奈帆
  - 作曲 - 大野雄二
  - 歌 - 中納良恵（EGO-WRAPPIN'）
  - オリジナル・サウンドトラック - 「Eternal Mermaid」
- 制作協力 - 山本雅史、田中伸明
- アニメーション制作 - テレコム・アニメーションフィルム
- アニメーション制作協力 - 日本アニメーション
- 企画・制作 - 日テレ、トムス・エンタテインメント
- 製作・著作 - トムス・エンタテインメント